# Dwarahat
Dwarahat (hindi: द्वाराहाट) – miasto w północnych Indiach w stanie Uttarakhand, na pogórzu Himalajów Małych.
Populacja miasta w 2001 roku wynosiła 2543 mieszkańców.